# 五諸侯增六
后髮座11，又名BD+18 2592，HD 107383、SAO 100053、HR 4697，是后髮座的一颗恒星，视星等为4.74，位于銀經264.15，銀緯78.28，其B1900.0坐标为赤經12h 15m 39.9s，赤緯+18° 78.28′ 44″。